# Tó Cruz
António José Ramos da Cruz (Lissabon, 9 juli 1967) beter bekend als Tó Cruz is een Portugese zanger van Kaapverdische komaf, in 1995 deed hij mee namens Portugal aan het Eurovisiesongfestival.

## Eurovisiesongfestival
Cruz deed in 1995 mee aan de Festival da Canção, de nationale voorselectie van Portugal, met het Portugeestalige liedje "Baunilha e chocolate" (Vanille en chocolade). Mede door dit liedje werd hij unaniem verkozen tot dé inzending van Portugal op het Eurovisiesongfestival 1995. Ondanks dat het liedje in Portugal heel populair was, scoorde het op het festival niet zo goed, Cruz werd 21e van de 23. Cruz kreeg alleen punten van Griekenland en Frankrijk.

## Overige carrière
Buiten dat Cruz zingt is hij ook nog de voice-over van menig Portugese televisiereclames. Ook heeft hij in 1996 de stem ingesproken van Quasimodo in de Portugese versie van De Klokkenluider van Notre Dame en de stem van Garett in Quest for Camelot. In 1998 nam Cruz zijn album Alma nua op, twee jaar later, in 2000, nam hij zijn tweede album Camaleão op, maar geen van beide verkocht goed dus verhuisde Cruz naar de Verenigde Staten. Hier nam hij zijn derde album António TC Cruz op. Dit album verkocht een stuk beter.
Nadat Cruz weer was terug verhuisd naar Portugal heeft hij in de Amerikaanse film Enchanted een lied gezongen met de Italiaanse Laura Pausini.

## Discografie

### Albums
| Jaar | Titel           | Nederlandse vertaling |
| ---- | --------------- | --------------------- |
| 1998 | Alma nua        | Naakt ziel            |
| 2000 | Camaleão        | Kameleon              |
| 2003 | António TC Cruz | António TC Cruz       |